# Dothiorella zeae
Dothiorella zeae är en svampart som beskrevs av É.E. Foëx & P. Berthault 1912. Dothiorella zeae ingår i släktet Dothiorella och familjen Botryosphaeriaceae.   Inga underarter finns listade i Catalogue of Life.